# Paraponera clavata
Paraponera clavata là một loài kiến, thường được gọi là kiến thợ săn khổng lồ nhỏ, hoặc kiến đạn, lý do là vì nọc độc cực mạnh của chúng. Loài kiến này sinh sống tại rừng nhiệt đới đất thấp ẩm từ Nicaragua và tận cùng phía đông của Honduras, và phía nam tới Paraguay. Kiến đạn được gọi là "Hormiga veinticuatro" hoặc "kiến 24 (giờ)" theo người dân địa phương, đề cập đến 24 giờ đau đớn theo sau khi bị cắn. Kiến thợ dài 18–30 milimét (0,7–1,2 in). Khi bị kiến đạn đốt, nó tiêm vào cơ thể một chất độc cực mạnh, khiến nạn nhân cảm thấy cực kỳ đau đớn và gặp phải ảo giác. Sau khi hết đau, nọc độc sẽ xâm nhập vào các cơ gây hoại tử, nhiễm trùng. Nếu không được chữa trị kịp thời, nạn nhân có nguy cơ cao phải cắt bỏ bộ phận cơ thể hoặc nghiêm trọng hơn là dẫn tới tử vong.

## Hình ảnh

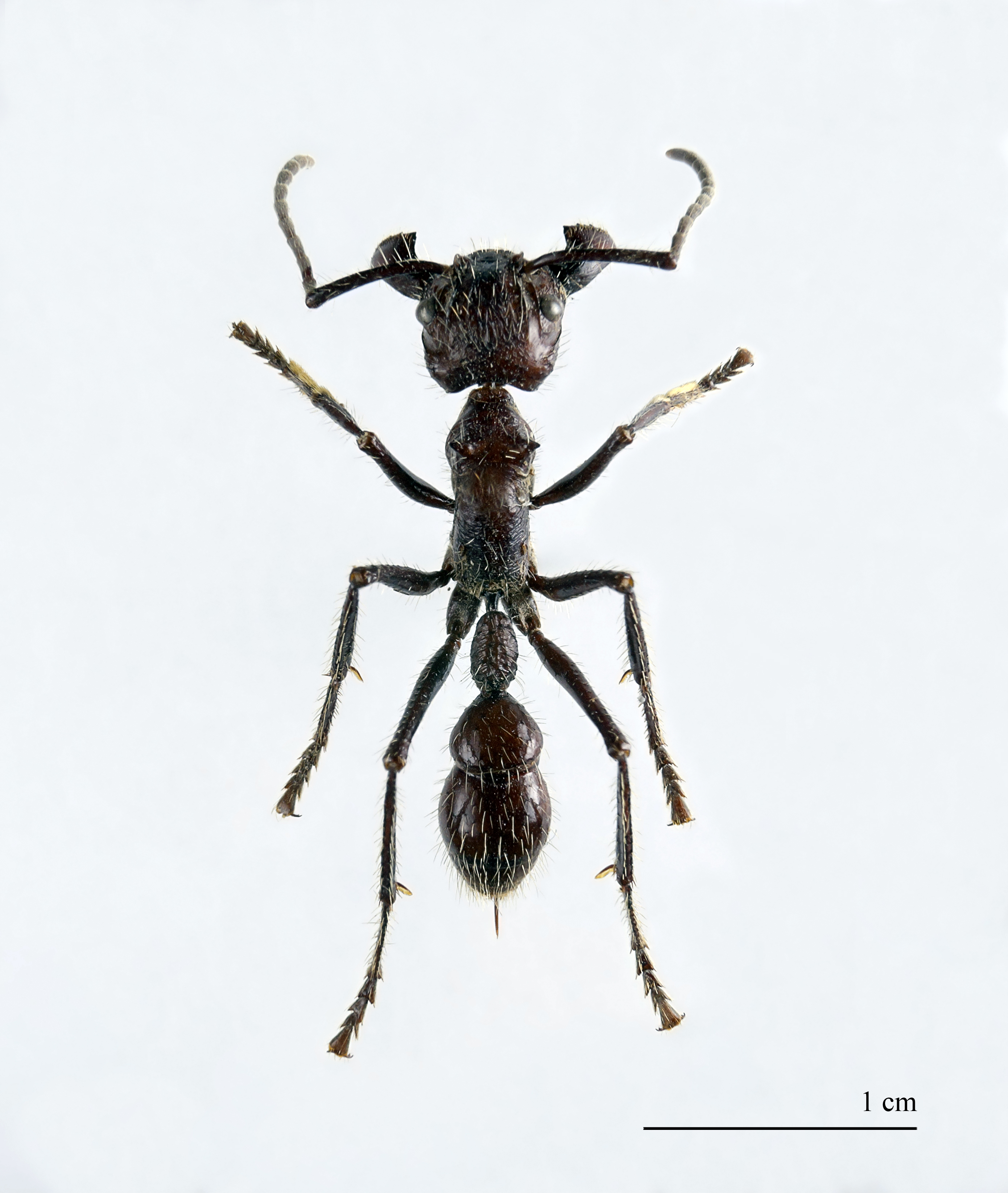
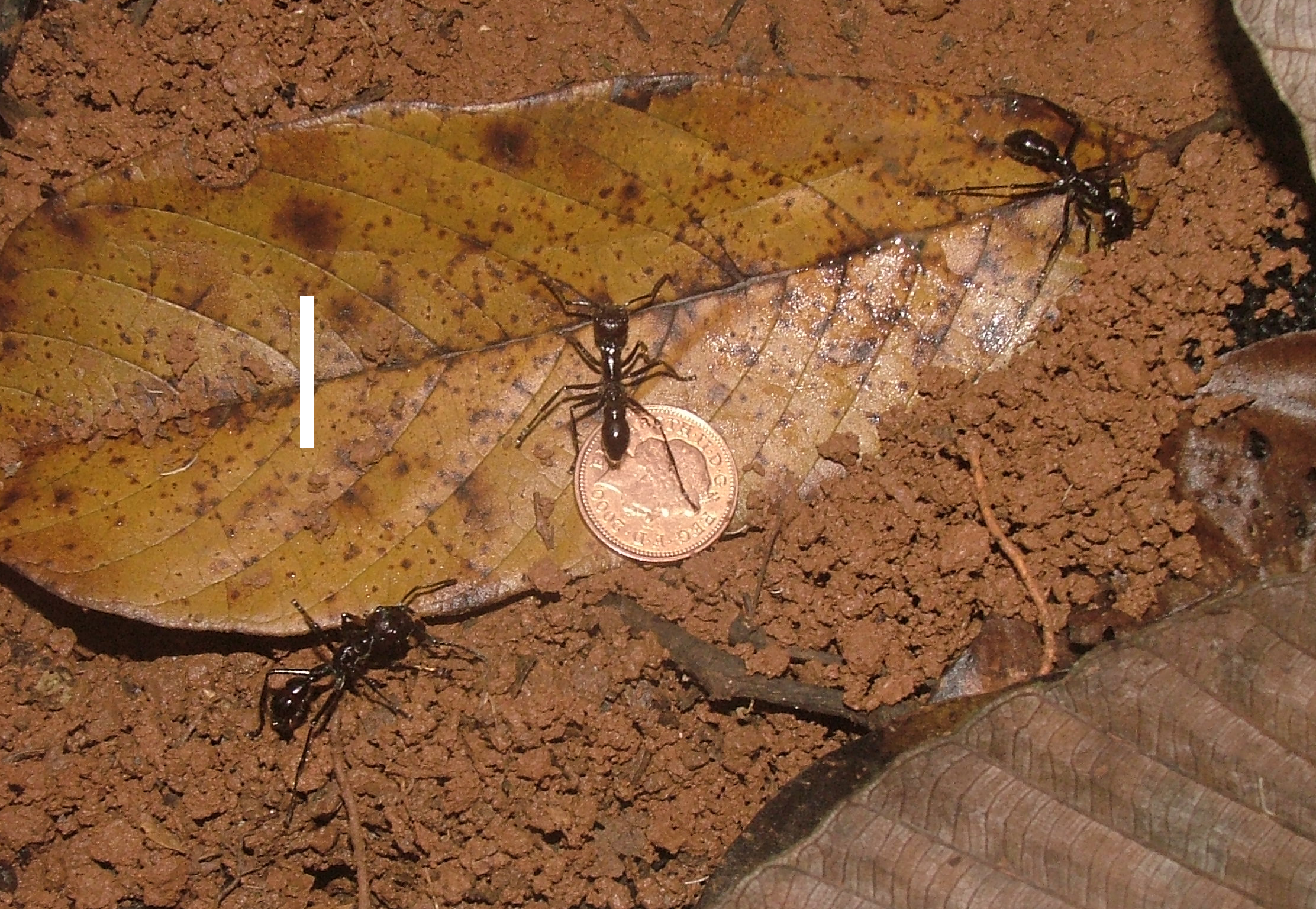
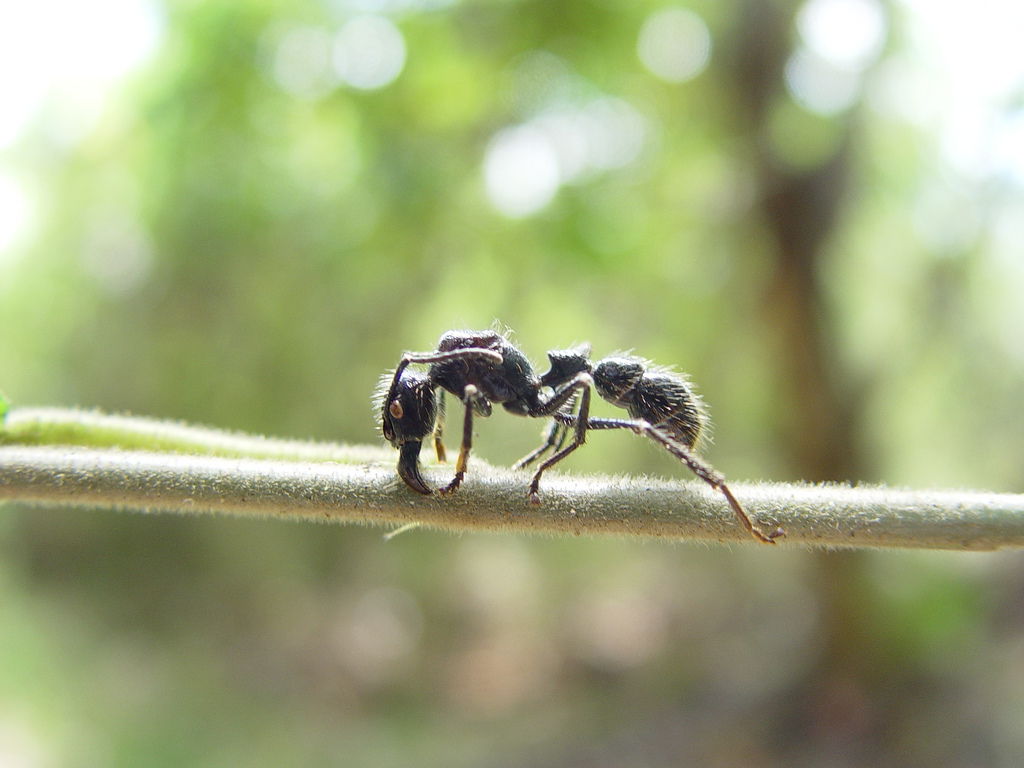
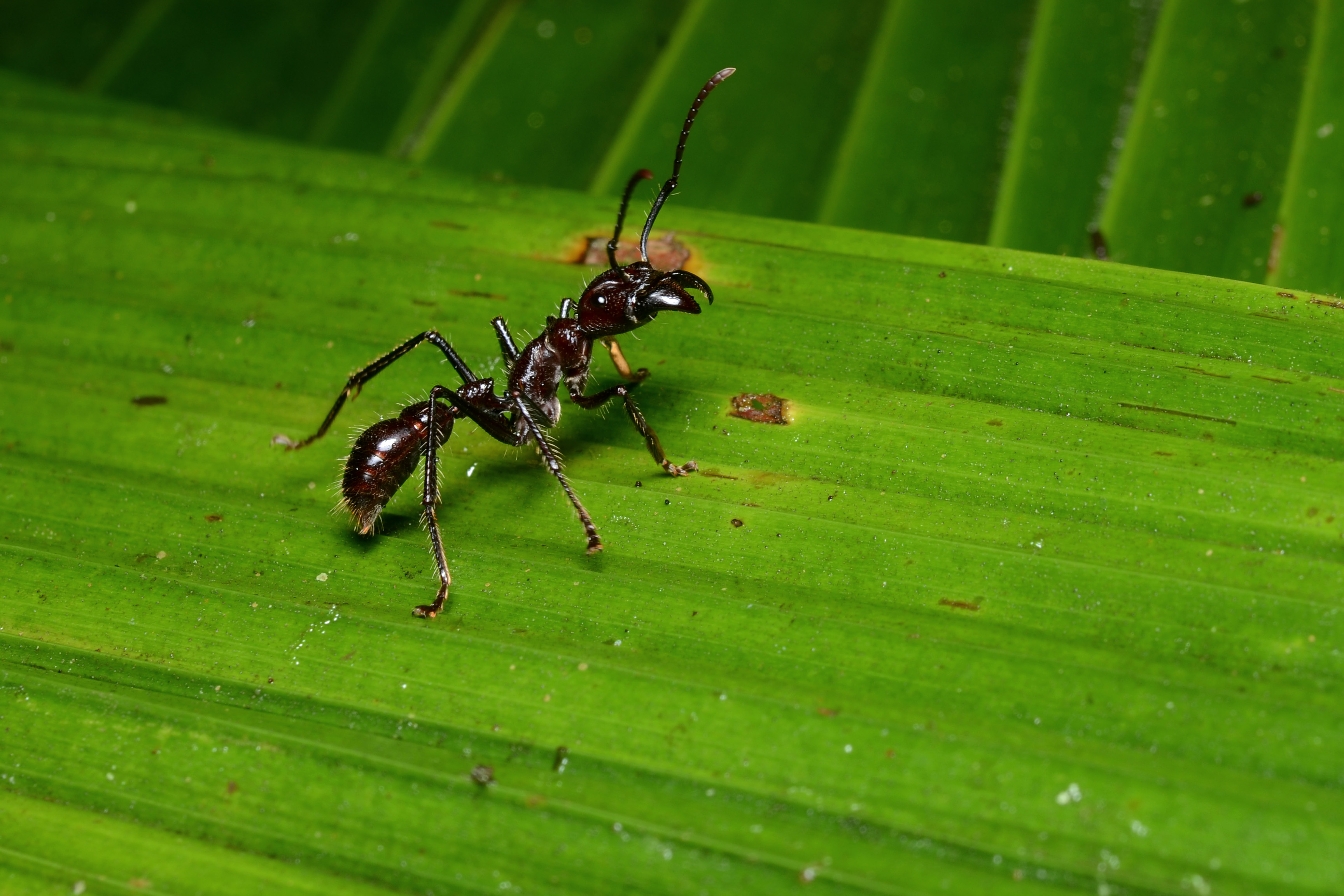